# Robin Hood (1912)
Robin Hood é um curta-metragem norte-americano de 1912, dirigido por Étienne Arnaud e Herbert Blaché, o roteiro contou com Eustace Hale Ball. Foi estrelado por Alec B. Francis. Cópia existe no Museu de Arte Moderna, em Nova Iorque.

## Elenco
- Robert Frazer ... Robin Hood
- Barbara Tennant ... Maid Marian

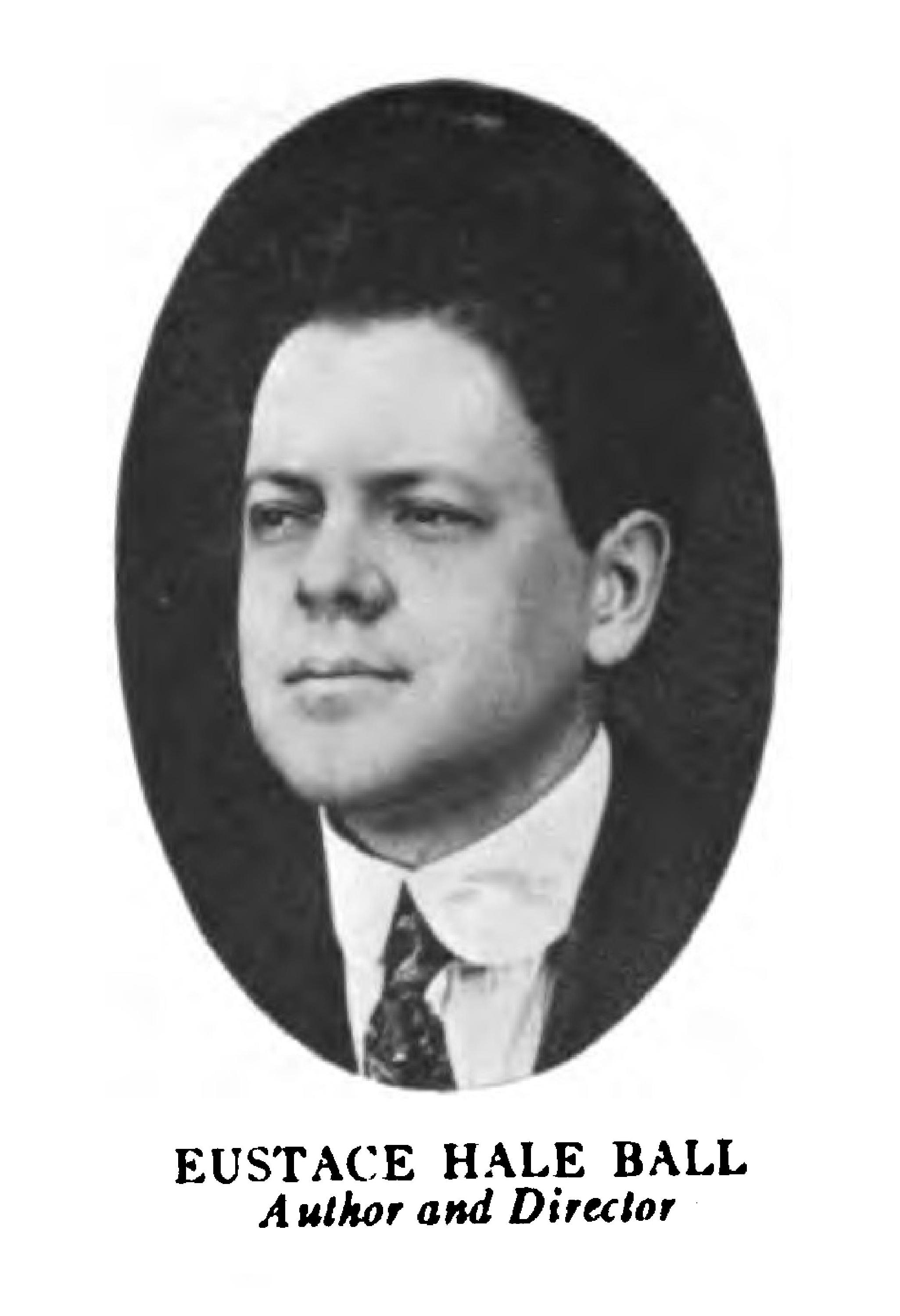
Roteirista por Robin Hood

- Alec B. Francis ... Xerife de Nottingham
- Julia Stuart ... Dona de casa
- Mathilde Baring ... Aia
- Isabel Lamon ... Fennel
- Muriel Ostriche ... Christabel
- M. E. Hannefy ... Frei Tuck
- Guy Oliver ... Guy Oliver
- George Larkin ... Alan-a-Dale
- Charles Hundt ... Will Scarlet
- John Troyano ... Much
- Arthur Hollingsworth ... Ricardo I de Inglaterra
- Lamar Johnstone ... Gisbourne
- John G. Adolfi ... Thomas Merwin